# Aridefferia
Aridefferia is een vliegengeslacht uit de familie van de roofvliegen (Asilidae).

## Soorten
- A. apache (Wilcox, 1966)
- A. arida (Williston, 1893)
- A. basingeri (Wilcox, 1966)
- A. coulei (Wilcox, 1966)
- A. cuervana (Hardy, 1943)
- A. harveyi (Hine, 1919)
- A. pinali (Wilcox, 1966)
- A. prattii (Hine, 1919)
- A. snowi (Hine, 1919)
- A. subarida (Bromley, 1940)
- A. subpilosa (Schaeffer, 1916)
- A. tolandi (Wilcox, 1966)